# Гатиятулин, Анвар Рафаилович
Анва́р Рафаи́лович Гатияту́лин (род. 21 марта 1976, Челябинск) — российский хоккеист, защитник. Тренер. Мастер спорта России. Заслуженный тренер России.

## Биография
Родился в семье татар. По маминой стороне родственники из Санкт-Петербурга, по папиной — из Челябинска и Курганской области.
Воспитанник челябинского хоккея: ДЮСШ № 14 ГорОНО (тренер Сергей Алферов), СК ЧИМЭСХ (тренеры Борис Самусик, Сергей Манько) и ДЮСШ Трактор (тренер Юрий Могильников).
В сезоне 1992/93 в составе юношеской команды «Трактора», руководимой Могильниковым, выиграл юношеское первенство России. В сезоне 1993/94 выступал в «младших» лигах России за «Мечел» Челябинск и «Таганай» Златоуст и в юношеской команде из США «Детройт Литл Сизарс».
В составе сборных России — серебряный призёр юниорского первенства Европы (1994), серебряный призёр молодёжного чемпионата мира (1995), участник Универсиады (1997).
В высшем дивизионе российского хоккея (МХЛ, РХЛ, Суперлиге) выступал за «Трактор» Челябинск (1994—1999, с перерывом), «Ладу» Тольятти (часть сезона 1997/98), «Авангард» Омск (2000), «Торпедо» Нижний Новгород (2000—2002), «Крылья Советов» Москва (2002—2003); во втором по значимости дивизионе — за «Мечел», «УралАЗ» Миасс, «Надежду» Челябинск (1 матч), ХК ЦСКА, «Газовик» Тюмень, «Зауралье» Курган, «Молот-Прикамье» Пермь. В 2007 году завершил профессиональную игровую карьеру.

### Тренер
В 2007 году начал работать тренером в школе челябинского «Трактора». С 17 февраля 2012 по 23 ноября 2015 года (с перерывом) — главный тренер «Белых медведей», команды «Трактора» в МХЛ; с 18 октября 2014 по 6 февраля 2015 — член тренерского штаба основной команды «Трактора». Под руководством Гатиятулина «Белые медведи» дважды были полуфиналистами плей-офф МХЛ (бронзовыми призёрами; 2014, 2015). Гатиятулин — серебряный призёр молодёжного чемпионата мира 2015 года как член тренерского штаба молодёжной сборной России. 23 ноября 2015 года назначен исполняющим обязанности главного тренера «Трактора». Под руководством Гатиятулина команда усилила игру, сократила на 12 очков отставание от зоны плей-офф, но не смогла туда попасть. 10 марта 2016 года Гатиятулин стал постоянным главным тренером «Трактора», с ним был подписан двухлетний контракт. С апреля 2018 по май 2020 года был ассистентом Ильи Воробьёва в национальной сборной России, с июня 2018 по апрель 2020 года — в СКА.
Наибольшего успеха добился на должности главного тренера «Трактора», с которым дважды брал бронзовые медали по итогам сезонов КХЛ 2017/18 и 2021/22. В сборной выиграл бронзовые медали чемпионата мира 2019.
4 мая 2020 года назначен на должность главного тренера «Трактора» с контрактом на 3 года. 4 октября 2023 года был отправлен в отставку, его место занял ассистент Алексей Заварухин.
29 марта 2024 года «Сибирь» сообщила, что достигла договорённости о контракте с Гатиятулиным, однако в итоге подписание не состоялось. 14 мая было объявлено, что Гатиятулин станет новым главным тренером «Ак Барса».

## Статистика
| Легенда | Легенда                    | Легенда | Легенда                   | Легенда | Легенда    |
| ------- | -------------------------- | ------- | ------------------------- | ------- | ---------- |
| И       | Количество проведённых игр | Штр     | Штрафное время            | +/−     | Плюс-минус |
| Г       | Голы                       | П       | Голевые передачи          | О       | Очки       |
| -       | Статистика неизвестна      | —       | Статистика не учитывалась |         |            |

## Семья
Отец Рафаил Гизатович Гатиятулин был чемпионом Курганской области по лыжам. Мать Лариса Тагировна работает в одной из структур системы соцобеспечения. У Анвара Гатиятулина есть старшая сестра.
Жена Светлана. Сыновья Илья (род. 2000) и Артемий (род. 2006) — хоккеисты, играли в системе «Трактора». Дочь Диана.